# Гастоне Медін
Гасто́не Меді́н (італ. Gastone Medin; нар. 6 липня 1905, Спліт, Австро-Угорщина (зараз Хорватія) — пом. 5 вересня, 1973, Рим, Італія) — італійський художник кіно.

## Біографія
Гастоне Медін народився 6 липня 1905 року в хорватському місті Спліт (на той час у складі Австро-Угорщини). Відразу після отримання диплома про вищу освіту, у 24-річному віці, дебютував як художник-постановник у фільмі Алессандро Блазетті «Сонце» (італ. Sole!, 1929). Згодом часто співпрацював з Блазетті та Маріо Камеріні, ставши одним з найзатребуваніших художників італійського кіно 1930-1940-х років. У цей період брав також участь в оформленні стрічок Аугусто Дженніни, Рафаелло Матараццо, Маріо Сольдаті, Ріккардо Фреди, Альберто Латтуади та ін.
У 1940 році Медін оформив фільм Вітторіо Де Сіки «Маддалена, нуль за поведінку» (італ. Maddalena... zero in condotta), продовживши співпрацю з режисером і після війни («Золото Неаполя», 1954; «Дах», 1956, та «Чочара», 1960, що став останньою роботою Медіна в кіно).
У 1947 році Гастоне Медін здобув за роботу над фільмом Маріо Сольдаті «Євгенія Гранде» премію «Срібна стрічка» Італійського національного синдикату кіножурналістів у категорія «Найкраща робота художника-постановника».
Гастоне Медін помер у Римі 5 вересня 1973 року у віці 68-ми років.

## Фільмографія (вибіркова)
- 1929 : Сонце / Sole!
- 1930 : Пісня про кохання / La canzone dell'amore
- 1931 : Предмет обожнювання / Rubacuori
- 1931 : Воскресіння / Resurrectio
- 1931 : Фігаро та його великий день / Figaro e la sua gran giornata
- 1932 : Двоє щасливих сердець / Due cuori felici
- 1932 : Негідник / La Wally
- 1932 : Що за негідники чоловіки! / Gli uomini, che mascalzoni…
- 1932 : Ваші гроші або ваше життя / O la borsa o la vita
- 1932 : Останнє пригода / L'ultima avventura
- 1933 : Сталь / Acciaio
- 1933 : Я не ревную / Non son gelosa
- 1933 : Я буду кохати тебе вічно/ Je vous aimerai toujours
- 1933 : Фанні / Fanny
- 1933 : Тато клерк / L'impiegata di papà
- 1933 : Поганий хлопець / Un cattivo soggetto (декоратор)
- 1933 : Повернення дня / Cento di questi giorni
- 1934 : На повній швидкості / Tempo massimo
- 1934 : Джалло / Giallo
- 1934 : Друга Б / Seconda B
- 1934 : Мелодрама / Melodramma
- 1934 : Стадіон / Stadio
- 1935 : Весільний марш / La marche nuptiale
- 1935 : У темряві / Al buio insieme
- 1935 : Спадщина покійного дядька / L'eredità dello zio buonanima
- 1936 : Кавалерія / Cavalleria
- 1936 : Червоний Джо / Joe il rosso
- 1937 : Блакитна армія / L'armata azzurra
- 1937 : Синьйор Макс / Il signor Max
- 1937 : Але це несерйозно / Ma non è una cosa seria
- 1938 : Пілот Лучано Серра / Luciano Serra, pilota
- 1938 : Наша маленька жінка / Unsere kleine Frau
- 1938 : Будинок гріха / La casa del peccato
- 1938 : Я хочу жити з Летицією / Voglio vivere con Letizia
- 1939 : Повітряні замки / Castelli in aria
- 1939 : Великі універмаги / I grandi magazzini
- 1939 : Сказ / Frenesia
- 1939 : Прогул / Assenza ingiustificata
- 1939 : Документ / Il documento
- 1939 : Море тривог / Un mare di guai
- 1939 : За лаштунками / Retroscena
- 1939 : Речі цього світу / Cose dell'altro mondo
- 1939 : Я так тебе кохаю / L'amore si fa così
- 1940 : У нестямі від радості / Pazza di gioia
- 1940 : Червоні троянди / Rose scarlatte
- 1940 : Усе за жінку / Tutto per la donna
- 1940 : Дві матері / Le due madri
- 1940 : Кринолін папи Мартіна/ La gerla di papà Martin
- 1940 : Блокада Алькасара / L'assedio dell'Alcazar (декоратор)
- 1940 : Романтична пригода / Una romantica avventura
- 1940 : Забудькувата тітка / La zia smemorata
- 1940 : Маддалена, нуль за поведінку /  Maddalena… zero in condotta
- 1940 : Прощавай, молодість! / Addio, giovinezza!
- 1941 : Груба сила / La forza bruta
- 1941 : Веселий привид / L'allegro fantasma
- 1941 : Старовинний маленький світ / Piccolo mondo antico
- 1941 : Любовний напій / L'elisir d'amore
- 1941 : Вілла на продаж / Villa da vendere
- 1941 : Обручені / I promessi sposi
- 1942 : Свята Марія / Sancta Maria
- 1942 : Людина прийшла з моря / L'uomo venuto dal mare
- 1942 : Фари в тумані / Fari nella nebbia
- 1942 : Розбите кохання / Vertigine
- 1942 : Раз на тиждень / Una volta alla settimana
- 1942 : Три великі дівчинки / Drei tolle Mädels
- 1942 : Охоронець / La guardia del corpo
- 1942 : Постріл / Un colpo di pistola
- 1942 : Історія одного кохання / Una storia d'amore
- 1942 : Приборкання норовливої / La bisbetica domata
- 1942 : День весілля / Giorno di nozze
- 1942 : Дон Сезар де Базан / Don Cesare di Bazan
- 1942 : Вогнепальна рана / Colpi di timone
- 1942 : Маломбра / Malombra
- 1943 : Людина з хрестом / L'uomo dalla croce
- 1943 : Пустотливий тато / Il birichino di papà
- 1943 : Буря на затоці / Tempesta sul golfo
- 1943 : Життя прекрасне / La vita è bella
- 1943 : Сумне кохання / Tristi amori
- 1943 : Я кохатиму тебе завжди / T'amerò sempre
- 1943 : Прощай, любов!/ Addio, amore!
- 1944 : У пошуках щастя / In cerca di felicità
- 1944 : Заза / Zazà
- 1944 : Піруети молоді / Piruetas juveniles
- 1944 : Біла ескадра / Squadriglia bianca
- 1944 : Діти дивляться на нас / I bambini ci guardano (декоратор)
- 1944 : Жінка з гори / La donna della montagna
- 1945 : Стріла у боці / La freccia nel fianco
- 1945 : Життя починається знову / La vita ricomincia
- 1945 : Що відрізняє родину! / Che distinta famiglia!
- 1945 : Два анонімні листи / Due lettere anonime
- 1945 : Пісня життя / Il canto della vita
- 1945 : У верхній частині міста / Quartieri alti
- 1945 : Невинний Казимир / L'innocente Casimiro
- 1946 : Відправлення о сьомій / Partenza ore 7
- 1946 : Євгенія Гранде / Eugenia Grandet
- 1946 : Перед ним тремтів увесь Рим / Avanti a lui tremava tutta Roma
- 1946 : Професор, син мій / Mio figlio professore
- 1946 : Рим, вільне місто / Roma città libera
- 1946 : Ніч брехні / Notte di tempesta
- 1947 : Дама з камеліями / La signora dalle camelie
- 1947 : Різдво в таборі 119 / Natale al campo 119
- 1947 : Дві сирітки / I due orfanelli
- 1948 : Фіакр № 13 / Il fiacre N. 13
- 1949 : Прощавай, Мімі! / Addio Mimí!
- 1949 : Івонна в ночі / Yvonne la Nuit
- 1950 : Сила долі / La forza del destino
- 1950 : Легенда про Фаусті / La leggenda di Faust (декоратор)
- 1950 : Легше верблюдові пройти крізь вушко голки… / È più facile che un cammello…
- 1950 : Акт звинувачення / Atto d'accusa
- 1951 : Три кроки на північ / Three Steps North
- 1951 : Мессаліна / Messalina (декоратор)
- 1952 : Він з… дон Калоджеро! / Ha da venì… don Calogero!
- 1952 : Вина матері / La colpa di una madre (декоратор)
- 1953 : Пуччіні / Puccini, декоратор
- 1953 : Хліб, любов і фантазія / Pane, amore e fantasia
- 1954 : Хліб, любов і ревнощі / Pane, amore e gelosia
- 1954 : Золото Неаполя / L'oro di Napoli
- 1955 : Сільська честь / Cavalleria rusticana
- 1955 : Знак Венери / Il segno di Venere
- 1955 : Хліб, любов і... / Pane, amore e…..
- 1956 : Дах / Il tetto
- 1956 : Історія в Монте-Карло / Montecarlo
- 1958 : Анна з Брукліна / Anna di Brooklyn
- 1960 : Чочара / La ciociara

## Нагороди
| Рік                     | Категорія                              | Номінант       | Результат |
| ----------------------- | -------------------------------------- | -------------- | --------- |
| Премія «Срібна стрічка» |                                        |                |           |
| 1947                    | Найкраща робота художника-постановника | Євгенія Гранде | Перемога  |